# 本布魯克冰川
本布魯克冰川（英語：Benbrook Glacier）是南極洲的冰川，位於奧次地，處於邱吉爾山脈地區，全長9公里，流經伊格勒斯峰，最終注入弗林冰川，現時由南極條約體系管理。